# The Linux Schools Projects
Linux Schools Project (già Karoshi, che può essere tradotto letteralmente come "morte da sovraccarico" in giapponese) è un sistema operativo progettato per le scuole. Si tratta di una distribuzione Linux basata su Ubuntu (sistema operativo). Il progetto mantiene due distribuzioni personalizzate, una concepita per l'utilizzo sui server e l'altra per l'utilizzo con la versione del server sulle macchine client. La distribuzione del server è il Karoshi ufficiale, mentre il client è noto come Karoshi Client.
TLSP utilizza script GUI preconfezionati al fine di semplificare il processo di installazione e configurazione degli utenti inesperti.
TLSP è stato originariamente sviluppato utilizzando Red Hat, all'inizio degli anni 2000 con l'obiettivo di rendere più facile l'adozione di Linux per le scuole del Regno Unito. Linux, al momento, è stato considerato difficile da utilizzare in ambienti educativi dove l'esperienza di calcolo è venuta principalmente da insegnanti che non erano in realtà un personale dedicato.
Con la versione 5.1.x, TLSP si è trasferito alla piattaforma PCLinuxOS, ma da allora ha adottato Ubuntu al suo posto. L'attuale versione di produzione di TLSP è 11.1.

## Caratteristiche
TLSP è scaricabile dalla loro homepage. I passaggi di installazione richiedono un'installazione iniziale di Ubuntu, che il CD Live richiede di avviare. Dopo il riavvio della macchina dopo l'installazione di Ubuntu, l'installazione del sistema TLSP viene avviata automaticamente.

## Educational
TLSP è principalmente rivolto agli ambienti educativi, ma è anche adatto per l'utilizzo in un ambiente di business di piccole e medie imprese (PMI). I sistemi inclusi sono adatti per l'utilizzo come server di file e stampa, e-mail, web e e-learning. Sfruttando queste tecnologie, è possibile amministrare una rete completa utilizzando gli strumenti web integrati e utilizzando una qualche forma di tecnologia desktop remoto.

## Distribuzione server
Capienza del controller di dominio primario
Il sistema TLSP è un sistema scalabile singolo o multi server, che comprende molte funzionalità. Principali tra questi sono la capacità di agire come un controller di dominio primario in una rete Windows. TLSP utilizza server Samba e LDAP per memorizzare informazioni utente, gruppo e computer ed emula un sistema server Microsoft Windows NT 4.0 utilizzando queste tecnologie, fornendo l'autenticazione computer e utente, insieme ai servizi di file e stampa sulla rete locale. TLSP crea un dominio standard di Windows per la rete locale e lo denomina linuxgrid.

## KiXtart
TLSP utilizza script KiXtart per impostare i client Windows XP sul dominio, fornendo profili obbligatori per la maggior parte degli utenti del sistema. I profili di roaming possono essere utilizzati, ma non sono raccomandati, a causa della pesante sovraccarico della rete. Utilizzando i profili obbligatori e il reindirizzamento delle cartelle alle condivisioni di file mappate sul server, consente a ciascun utente di memorizzare i propri file nella cartella "Documenti".

## Server
TLSP include il pacchetto Moodle e-learning e diversi sistemi di gestione dei contenuti web, tra cui Joomla! e il sito web Baker. eGroupWare e SquirrelMail sono incorporati nel sistema, permettendo l'utilizzo completo di strutture di calendario e di posta elettronica. Questi possono essere installati su una macchina separata nella sezione DMZ, garantendo così una maggiore sicurezza nei sistemi direttamente esposti a Internet. 

## WPKG
Particolarmente interessante è l'inclusione di WPKG, che consente l'installazione remota del software su client Windows. Utilizzando un profilo macchina memorizzato sul server, è possibile installare pacchetti software, aggiornamenti rapidi e aggiornamenti di protezione in background. È anche molto utile in termini della creazione dei profili della macchina, che consentono di aggiornare automaticamente una macchina vuota di Windows XP ad un determinato profilo WPKG, una volta aggiunta la macchina al dominio.
Questo tipo di tecnologia può essere confrontato con il meccanismo dei criteri di gruppo in Windows Server 2003, in particolare da una prospettiva di amministrazione della macchina. Non è affatto un rimpiazzo per la politica del gruppo, ma è un passo nella giusta direzione.

## Distribuzione client
La prima versione di Karoshi Client era basata su PCLinuxOS. Ulteriori aggiornamenti al sistema nel suo complesso hanno portato al client utilizzando una versione modificata di Ubuntu 10.04 LTS con una GUI simile all'interfaccia di Microsoft Windows. L'interfaccia è stata progettata per essere veloce, per funzionare bene sull'hardware più vecchio. Nel giugno 2012 è stato avviato il lavoro su Karoshi Client versione 2, che avrebbe un'interfaccia più vicina a Gnome 2 di Windows. Lo sviluppo della release del client è stato dato a Robin McCorkell - uno studente della Dover Grammar School for Boys. Il 21 luglio 2012 Karoshi Client 2 è stato caricato su Sourceforge.net.